# Закінчений злочин

## Закінчений злочин
Злочин признається закінченим, якщо у скоєному особою діянні містяться всі ознаки складу злочину, передбаченому кримінальним законом. При цьому значенні, має значення не фактична наявність в діянні ознаку злочину, скільки відповідність представлення суб'єкта про бажаний результат фактичної обставини справи: реалізація, задуманих ним, суспільно небезпечних діянь і наступ на всі суспільно небезпечні наслідки.
Даються і більш розгорнуті визначення закінченого злочину:
- Під закінченим злочином можна розуміти: дія, яка несе в собі всі елементи і ознаки конкретного складу злочину, в якому повністю реалізовано злочинний задум, за винятком відсічених злочинів, які по волі законодавця рахуються закінченими навіть у тому випадку, коли задум реалізований частково.
- Під закінченим злочином можна розуміти: злочин з матеріальним складом, рахується закінченим з моменту початку суспільно небезпечних наслідків. Злочин з формального складу, рахується закінченим з моменту діянь, пов'язаних з суспільно небезпечними наслідками (бездіяльності).

Момент зізнання злочину закінченим не завжди збігається з моментом, коли злочин стає здійсненим. Якщо, згідно з розповсюдженою в сучасному кримінальному праві позицією, часом здійснення злочину, використовують час здійснення суспільно небезпечної дії, незалежно від часу початку наслідків, то, наприклад вбивство, здійснене з використанням повільно діючої отрути, буде признано закінченим злочином з моменту смерті, але часом здійснення злочином буде час, коли звинувачений дав потерпілому цю отруту.